# آفتاب‌ماران
آفتاب‌ماران (نام علمی: Xenopeltidae) نام یک تیره از فروراسته ناکورماریان است.